# Nicolò Pacassi

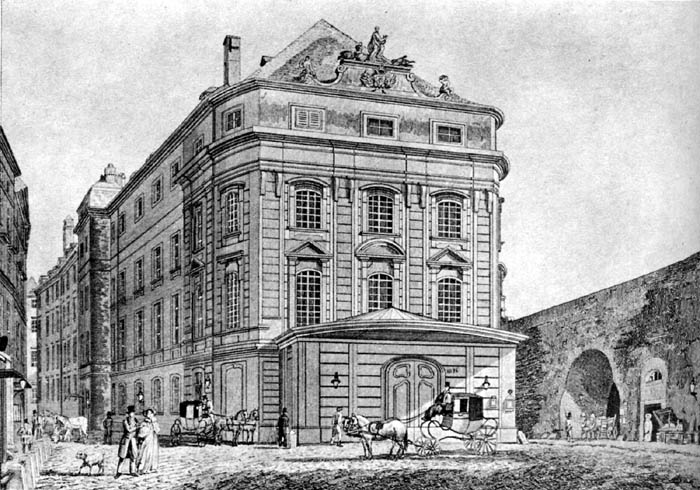
A reconstrução de Pacassi ao Kärntnertortheater como se apresentava em 1830

Nicolò Pacassi (5 de março de 1716 - 11 de novembro de 1790) também conhecido como Nikolaus Pacassi, era um arquiteto italo-austríaco . Nasceu em Wiener Neustadt na Baixa Áustria numa família de comerciantes de Gorizia. Em 1753, ele foi nomeado arquiteto da corte da Maria Teresa da Áustria. Ele fez vários projetos no Império Austríaco, principalmente em Viena, Praga, Innsbruck, Buda e a sua cidade natal Gorizia e Gradisca. Morreu em Viena.

## Trabalhos
- Extensões do Schloss Hetzendorf (1743)
- Extensões do Palácio de Schönbrunn
- Castelo de Buda (1749-1758)
- Extensões do Hall Espanhol do Castelo de Praga (1753-1754)
- Palácio Real do Castelo de Praga (1753-17575)
- Reconstrução do Kärntnertortheater, Viena (ilustração) (1761-1763)
- Reconstrução da Catedral de São Vito (1770)
- Extensão do Ballhausplatz
- Palazzo Attems Petzenstein em Gorízia